# Тынково (Хасковская область)
Тынково (болг. Тънково) — село в Болгарии. Находится в Хасковской области, входит в общину Стамболово. Население составляет 375 человек.

## Политическая ситуация
В местном кметстве Тынково, в состав которого входит Тынково, должность кмета (старосты) исполняет Елка Илиева Русева (независимый) по результатам выборов правления кметства.
Кмет (мэр) общины Стамболово — Гюнер Фариз Сербест (Движение за права и свободы (ДПС)) по результатам выборов в правление общины.